# عبد الله الهليلي
عبد الله الهليلي (ولد في 16 يوينو 1994) هو لاعب كرة يد سعودي يعلب في نادي الخليج والمنتخب السعودية الوطني.